# أفرو 652
أفرو 652 (بالإنجليزية: Avro 652) هي طائرة خفيفة، ذات المحركين، أحادية السطح، منخفضة الجناح، مع عجلات قابلة للطي. وعلى الرغم من أنه تم إنتاج طائرتين اثنتين فقط، الا انها شكلت الأساس لنجاح طائرة أفرو أنسون. أنتجت في 1935 ببريطانيا. ومن صناعة أفرو. كانت تستخدم بشكل أساسي من قبل الخطوط الجوية الإمبراطورية. كان أول طيران لها في 7 يناير 1935. دخلت الخدمة في 11 مارس 1935، انتهت خدمتها في 1942.